# Kanton Gramat
Gramat is een kanton van het Franse departement Lot. Het kanton maakt deel uit van de arrondissementen Gourdon(12) en Figeac (5). Het telde 8.463 inwoners in 2021.

## Gemeenten
Het kanton Gramat omvatte tot 2014 de volgende 12 gemeenten:
- Alvignac
- Le Bastit
- Bio
- Carlucet
- Couzou
- Gramat (hoofdplaats)
- Lavergne
- Miers
- Padirac
- Rignac
- Rocamadour
- Thégra

Bij de herindeling van de kantons door het decreet van 13 februari 2014, met uitwerking op 22 maart 2015, werden daar volgende 5 gemeenten aan toegevoegd:
- Albiac
- Durbans
- Flaujac-Gare
- Issendolus
- Reilhac